# Голт, Скотт
Скотт Хантер Голт (англ. Scott Hunter Gault; род. 31 января 1983, Беркли, Калифорния) — американский гребец, выступавший за сборную США по академической гребле в период 2005—2012 годов. Бронзовый призёр летних Олимпийских игр в Лондоне, победитель и призёр многих регат национального значения.

## Биография
Скотт Голт родился 31 января 1983 года в городе Беркли, штат Калифорния.
Заниматься академической греблей начал в 1999 году. Состоял в гребной команде во время учёбы в Вашингтонском университете, неоднократно принимал участие в различных студенческих регатах. Позже проходил подготовку в клубе California RA.
Дебютировал в гребле на международной арене в 2005 году, выступив в распашных безрульных четвёрках на молодёжном мировом первенстве в Амстердаме — занял здесь итоговое четвёртое место.
В 2006 году вошёл в основной состав американской национальной сборной и побывал на взрослом чемпионате мира в Итоне, где стал четвёртым в рулевых четвёрках.
В 2008 году в парных четвёрках одержал победу на этапе Кубка мира в Люцерне и благодаря череде удачных выступлений удостоился права защищать честь страны на летних Олимпийских играх 2008 года в Пекине. Однако попасть здесь в число призёров не смог, в программе парных четвёрок финишировал пятым.
После пекинской Олимпиады Голт остался в составе гребной команды США на ещё один олимпийский цикл и продолжил принимать участие в крупнейших международных регатах. Так, в 2010 году в парных четвёрках он выступил на этапах Кубка мира в Мюнхене и Люцерне, а также на мировом первенстве в Карапиро — сумел квалифицироваться лишь в утешительный финал B и расположился в итоговом протоколе соревнований на восьмой строке.
В 2011 году в распашных безрульных четвёрках выиграл бронзовую медаль на этапе Кубка мира в Люцерне, тогда как на чемпионате мира в Бледе показал в финале четвёртый результат.
Находясь в числе лидеров американской национальной сборной, благополучно прошёл отбор на Олимпийские игры 2012 года в Лондоне. В составе экипажа-четвёрки без рулевого в финале пришёл к финишу третьим позади команд из Великобритании и Австралии — тем самым завоевал бронзовую олимпийскую медаль. Вскоре по окончании этих соревнований принял решение завершить спортивную карьеру.